# Trailfinders Sports Ground
Le Trailfinders Sports Ground  est un stade de rugby à XV et de rugby à XIII situé à West Ealing dans le Borough londonien d'Ealing en Angleterre. Il est le stade accueillant les rencontres à domicile de club de rugby à XV d'Ealing Trailfinders Rugby Club et de rugby à XIII London Broncos, ce dernier évoluant en Super League.